# Perperene

Mapa con algunas de las principales antiguas ciudades griegas de Eólida, en la zona septentrional de Asia Menor. Perperene figura al noroeste de Pérgamo.

Perperene (en griego, Περπερήνα) era una antigua colonia griega de Eólida.
Estrabón la sitúa fuera del golfo Adramiteno, pasado el promontorio de Pirra, en el interior, cerca de unas minas de cobre y no lejos de Cistene y de Trario. Plinio el Viejo también la cita entre las ciudades de Eólida.
Según la Suda, fue el lugar donde murió Helánico de Lesbos.
Se conservan monedas de bronce de Perperene fechadas en el siglo IV a. C. Se ha sugerido que debió localizarse en unos restos situados al norte la actual población de Aşağıbey.